# 敦布拉瓦羅謝鄉
46°52′56″N 26°26′22″E / 46.88213°N 26.43954°E
敦布拉瓦羅謝鄉（羅馬尼亞語：Comuna Dumbrava Roșie, Neamț），是羅馬尼亞的鄉份，位於該國東北部，由尼亞姆茨縣負責管轄，面積53平方公里，海拔高度298米，2007年人口7,673，人口密度每平方公里145人。